# Рудковський Дмитро Олександрович
Дмитро́ Олекса́ндрович Рудко́вський (23 грудня 1946, Ржищів) — український політик і воєначальник, генерал-полковник (08.1998).
Народний депутат України IV скликання (2002—2006).

## Життєпис
Народився 23 грудня 1946 року в смт Ржищів Кагарлицького району Київської області.
Закінчив Пушкінське військове будівельно-технічне училище у 1967 році та Військово-інженерну академію імені В. В. Куйбишева у 1976 році.
Військову службу розпочав на посаді командира будівельної роти. Пройшов шлях від командира роти до заступника командувача військ Київського військового округу з будівництва і розквартирування.
З 1992 по 2002 р. — начальник розквартирування військ і капітального будівництва Збройних Сил — начальник Головного управління розквартирування військ і капітального будівництва Міністерства оборони України.
З 21 червня 1992 р. — член Вищої атестаційної комісії Міністерства оборони України.
З жовтня 2004 по березень 2005 р. — перший заступник Міністра оборони України — керівник апарату Міністерства оборони України. У 2005 р. звільнений з лав Збройних Сил України.
Народний депутат України IV скликання (2002—2006). Член комітету Верховної Ради України з питань бюджету.
З серпня 2006 по січень 2008 року — перший заступник керівника Апарату — керівник справами Апарату Верховної Ради України.
З 2009 по 2011 року та з 2014 року — директор Управління промислових підприємств Державної адміністрації залізничного транспорту України.

## Нагороди та відзнаки
- Орден «За заслуги» 2-го (27.12.2002)[5] та 3-го ступенів.
- Орден «Знак Пошани».
- Орден «За службу Батьківщині у Збройних Силах СРСР» 3-го ступеня.
- Заслужений будівельник України.
- Відзнака міністерства оборони України «Доблесть і честь».
- Орден «За розбудову України» імені М. С. Грушевського 4-го ступеня.
- медалі та інші відзнаки.